# Lauterberg (Karlsruhe)
Der Lauterberg ist ein künstlich aufgeschütteter Hügel im Stadtgarten von Karlsruhe, angelegt von 1889 bis 1893. Ursprünglich wurde der Hügel zur Wasserversorgung gebaut, in seinem Innern befindet sich ein ehemaliger Wasser-Hochbehälter. Das Material zur Aufschüttung stammte aus dem Aushub zweier Seen im umliegenden Gelände.
Der Lauterberg überragt die Karlsruher Kernstadt um etwa 40 Meter. Auf seinem Gipfel befindet sich eine Aussichtsplattform, die über einen Vogelschutzlehrpfad erreichbar ist. Bis 1958 stand an der Stelle der heutigen Plattform eine künstliche Burgruine mit Aussichtsturm, erbaut aus Steinresten der Festung Rastatt.
Zu Zeiten des Zweiten Weltkrieges befand sich auf dem Lauterberg eine Flugabwehrkanone.

## Wasserhochbehälter
Der 3200 Kubikmeter Wasser fassende Behälter aus genieteten Schmiedeeisenplatten wurde von 1893 bis 1967 vom Städtischen Wasserwerk betrieben. Die Höhe des Hügels wurde vor Baubeginn so festgelegt, dass ausreichend Wasserdruck vorhanden war, um auch das damals höchste Gebäude der Stadt, den Schlossturm, versorgen zu können. Nach seiner Stilllegung wurde der Behälter zur Sicherheit mit Beton verfüllt, um einem Durchrosten der Konstruktion vorzubeugen.

## Namensgebung

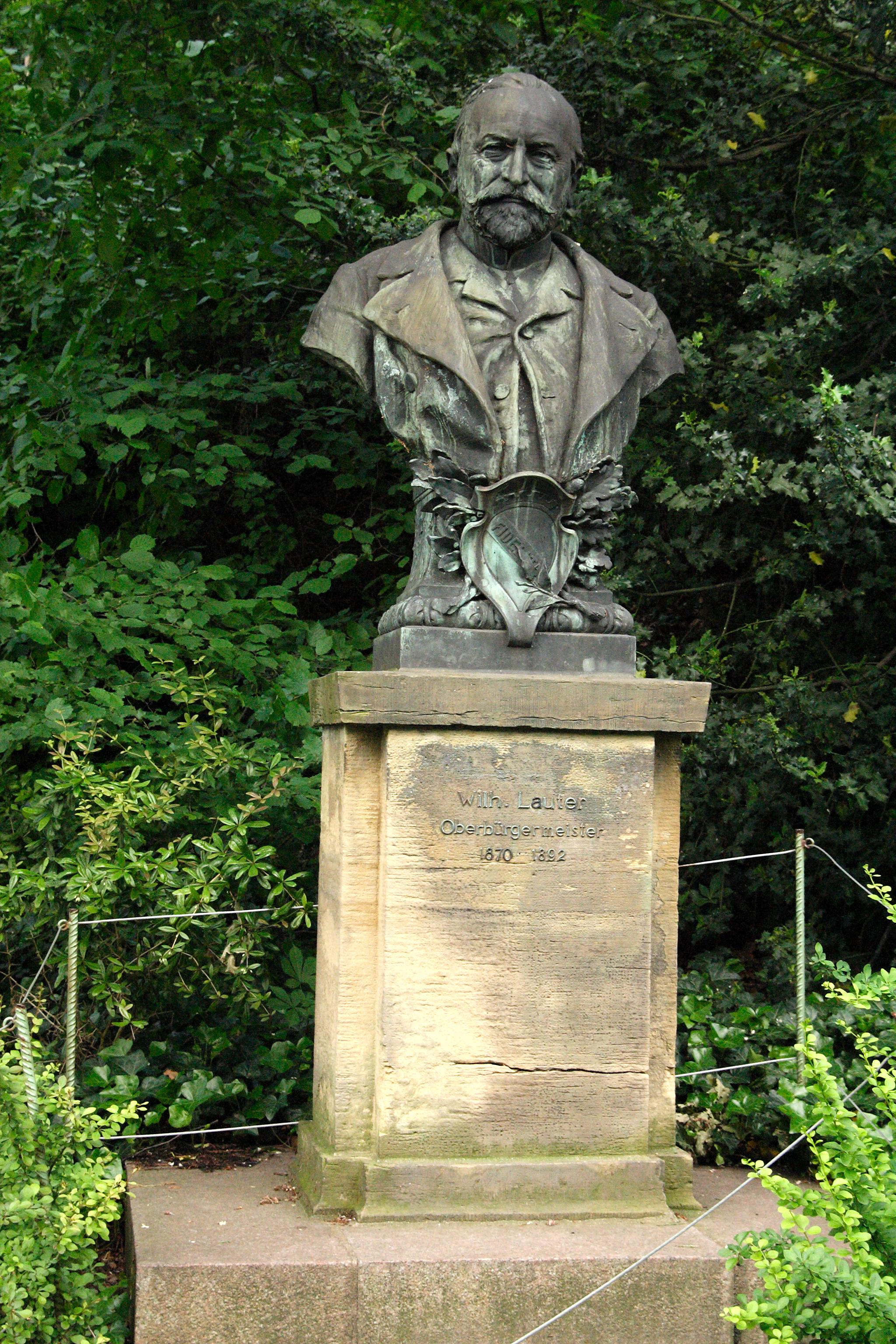
Büste des Namensgebers Wilhelm Florentin Lauter am Fuße des Berges

Der Lauterberg ist benannt nach Wilhelm Florentin Lauter, von 1870 bis 1892 Oberbürgermeister der Stadt Karlsruhe. In Lauters Amtszeit wurde der Bau begonnen, er erlebte die Vollendung des Bauprojekts jedoch nicht mehr.